# Brandon Miller (kosárlabdázó)
Brandon Jordan Miller (Nashville, 2002. november 22. –) amerikai kosárlabdázó, a Charlotte Hornets játékosa a National Basketball Associationben (NBA).
Nashville Antioch szomszédságában nőtt fel, a Cane Ridge Középiskola játékosa volt. Itt kétszer is megválasztották az állam legjobbjának és beválasztották a Jordan Brand Classic és a McDonald’s All-American-gálákra is. Évfolyama egyik legjobbjának tekintették, öt csillagos utánpótlás-játékosnak számított. Az Alabama Crimson Tide-dal töltött első és egyetlen szezonjában ő átlagolta a legtöbb pontot az SEC főcsoportban, ahol a rájátszás legértékesebb játékosa címet is elnyerte. Megválasztották az év legjobbjának és a legjobb újoncnak is, illetve több kiadvány is az év elsőévesének nevezte országszerte.
Részt vett a 2023-as NBA-drafton, ahol a második helyen választották.

## Statisztika

### Egyetem
| Szezon    | Csapat               | JM | KM | JP/M | MG%  | 3P%  | BD%  | LP/M | GP/M | L/M | B/M | P/M  |
| --------- | -------------------- | -- | -- | ---- | ---- | ---- | ---- | ---- | ---- | --- | --- | ---- |
| 2022–2023 | Alabama Crimson Tide | 37 | 37 | 32,6 | .430 | .384 | .859 | 8,2  | 2,1  | 0,9 | 0,9 | 18,8 |

### NBA

#### Alapszakasz
| Szezon    | Csapat            | JM  | KM | JP/M | MG%  | 3P%  | BD%  | LP/M | GP/M | L/M | B/M | P/M  |
| --------- | ----------------- | --- | -- | ---- | ---- | ---- | ---- | ---- | ---- | --- | --- | ---- |
| 2023–2024 | Charlotte Hornets | 74  | 68 | 32,2 | .440 | .373 | .827 | 4,3  | 2,4  | 0,9 | 0,6 | 17,3 |
| 2024–2025 | Charlotte Hornets | 27  | 27 | 34,2 | .403 | .355 | .861 | 4,9  | 3,6  | 1,1 | 0,7 | 21,0 |
| Karrier   | Karrier           | 101 | 95 | 32,7 | .428 | .366 | .837 | 4,4  | 2,7  | 0,9 | 0,6 | 18,3 |